# Zachary Quinto
Zachary John Quinto (Pittsburgh, Pensilvania, 2 de junio de 1977) es un actor estadounidense. Sus roles más famosos son el de Adam Kaufman en 24, Spock en la undécima, duodécima y decimotercera entrega de la saga de ciencia ficción Star Trek, Gabriel "Sylar" Gray en Héroes y sus múltiples personajes en la serie antológica American Horror Story. En 2018 condujo En busca de... en History y National Geographic.

## Biografía
Quinto, cuya ascendencia es mitad italiana y mitad irlandesa por parte de sus padres, nació en Pittsburgh, pero creció en Green Tree, Pensilvania. Alcanzó el grado de Bachiller en la Central Catholic High School en 1995. Más tarde asistió a la Universidad de Carnegie Mellon, de donde se graduó en 1999.

## Carrera
Su primera aparición en televisión fue en una serie de corta existencia llamada The Others. Después de su debut ha participado con roles secundarios en varios programas, incluyendo CSI, Touched By An Angel, Embrujadas, A dos metros bajo tierra, Lizzie McGuire, y L.A. Dragnet. En 2004, tuvo un rol en el thriller 24, como Adam Kaufman.
En la serie "So noTORIous" era el afeminado confidente américo-iraní de Tori Spelling. El programa duró sólo una temporada debido al bajo índice de audiencia. Con Loni Anderson y Joe Manganiello.
En 2006, Interpretó al inseguro y peligroso asesino en serie Gabriel "Sylar" Gray, en la serie Héroes de la NBC. Por este personaje conoció la fama internacional.
El 26 de julio de 2007 se anunció oficialmente, en la 2007 Comic-Con, que él interpretaría al joven Spock en la undécima película de Star Trek.
En 2011 protagonizó el thriller Margin Call, la comedia dramática de fantasía Girl Walks Into a Bar y la comedia romántica What's Your Number?. En 2012, en la película Dog Eat Dog hace de sí mismo en una historia acerca de la adopción de perros, con campaña incluida para recaudar fondos.
También intervino en algunos episodios de la aclamada serie American Horror Story (2011), protagonizando la segunda temporada (2012-2013).
En mayo de 2012 terminó el rodaje de la secuela de Star Trek interpretando nuevamente el personaje de Spock. Un año más tarde debutaba sobre los escenarios de Broadway en la obra El zoo de cristal, de Tennessee Williams.

## Vida privada
Zachary Quinto es un notable defensor de los derechos LGBT. Ha participado en proyectos como It Gets Better, y se declaró públicamente gay en su blog, en octubre del 2011. Explicó en la entrevista con el New York Magazine y luego en su blog que, después del suicidio del adolescente Jamey Rodemeyer, acosado por su orientación sexual, y tras la reciente aprobación del matrimonio entre personas del mismo sexo en Nueva York, se dio cuenta de cómo vivir una vida auténtica, que le permitirá ser una voz para la igualdad. El 13 de septiembre de 2012, Zachary confirmó que estaba manteniendo una relación con el actor de Glee, Jonathan Groff. Esta relación acabó en julio de 2013. Desde 2013 hasta 2019 sostuvo una relación con el modelo Miles McMillan.[cita requerida]

## Filmografía

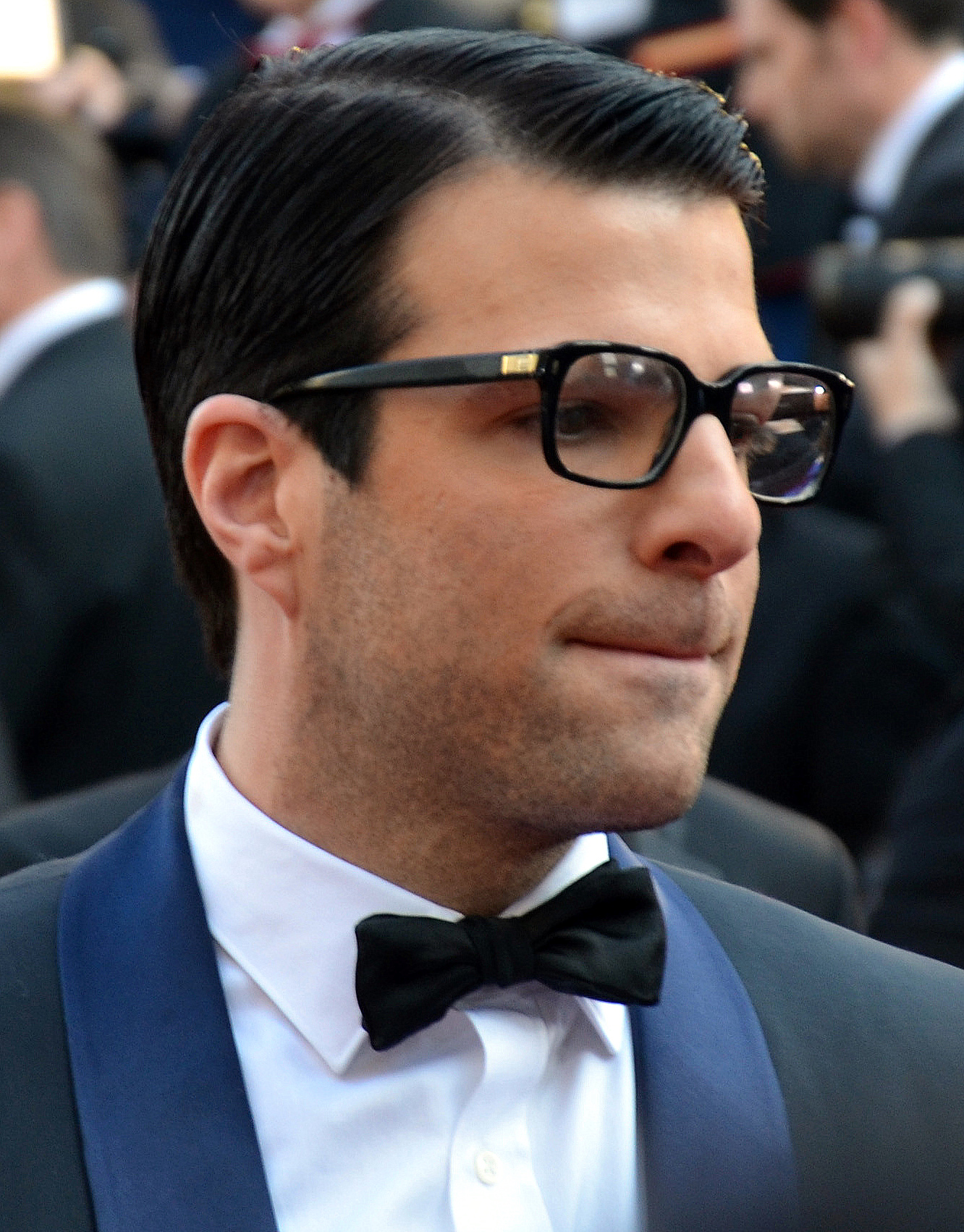
Quinto en los Premios Óscar, Red Carpet 2012.

### Películas
| Año  | Título                  | Roles           | Notas             |
| ---- | ----------------------- | --------------- | ----------------- |
| 2009 | Star Trek               | Spock           |                   |
| 2011 | Margin Call             | Peter Sullivan  | Como productor    |
| 2011 | Girl Walks into a Bar   | Nicolás "Nick"  |                   |
| 2011 | What's Your Number?     | Rick            |                   |
| 2013 | Star Trek Into Darkness | Spock           |                   |
| 2013 | The Banshee Chapter     |                 | Como productor    |
| 2015 | I Am Michael            | Bennett         |                   |
| 2015 | Hitman: Agent 47        | John Smith      |                   |
| 2016 | Star Trek Beyond        | Spock           |                   |
| 2016 | Snowden                 | Glenn Greenwald |                   |
| 2017 | Aardvark                | Josh Norman     | También productor |
| 2017 | Who We Are Now          | Peter           |                   |
| 2018 | Hotel Artemis           | Ilya            |                   |
| 2019 | High Flying Bird        | David Starr     |                   |
| 2020 | The Boys in the Band    | Harold          | Netflix           |
| 2023 | He Went That Way        | Jim Goodwin     |                   |

### Televisión
| Año       | Título                               | Roles                              | Notas                                          |
| --------- | ------------------------------------ | ---------------------------------- | ---------------------------------------------- |
| 2000      | The Others                           | Tony                               | Episodio: «Unnamed»                            |
| 2001      | Touched by an Angel                  | Mike                               | Episodio: «When Sunny Gets Blue»               |
| 2002      | CSI: Crime Scene Investigation       | Mitchell Sullivan                  | Episodio: «Anatomy of a Lye»                   |
| 2002      | Off Centre                           | Smudge                             | Episodio: «Diddler on the Roof»                |
| 2002      | Lizzie McGuire                       | Director                           | Episodio: «Party Over Here»                    |
| 2002      | Haunted                              | Paul Kingsley                      | Episodio: «Grievous Angels»                    |
| 2002      | The Agency                           | Jay Lambert                        | Episodio: «Air Lex»                            |
| 2003      | Six Feet Under                       | Hip Student                        | Episodio: «The Eye Inside»                     |
| 2003      | Charmed                              | Warlock                            | Episodio: «Cat House»                          |
| 2003      | Miracles                             | Messenger                          | Episodio: «Battle at Shadow Ridge»             |
| 2003–2004 | 24                                   | Adam Kaufman                       | 23 episodios                                   |
| 2004      | Dragnet                              | Howard Simms                       | Episodio: «Frame of Mind»                      |
| 2004      | Hawái                                | Loomis                             | Episodio: «No Man Is an Island»                |
| 2004      | Joan of Arcadia                      | Pretentious Filmmaker God          | Episodio: «P.O.V.»                             |
| 2005      | Blind Justice                        | Scott Collins                      | Episodio: «In Your Face»                       |
| 2006      | Crossing Jordan                      | Leo Fulton, Jr.                    | Episodio: «Code of Ethics»                     |
| 2006      | Twins                                | Jason                              | Episodio: «When I Move, You Move»              |
| 2006      | So NoTORIous                         | Sasan                              | 10 episodios                                   |
| 2006–2010 | Héroes                               | Sylar                              | 60 episodios                                   |
| 2008      | Robot Chicken                        | Archimedes Q. Porter / Sylar (voz) | Episodio: «Bionic Cow»                         |
| 2011      | American Horror Story: Murder House  | Chad Warwick                       | 4 episodios                                    |
| 2012–2013 | American Horror Story: Asylum        | Dr. Oliver Thredson                | 12 episodios                                   |
| 2015      | Girls                                | Ace                                | Episodios: «Ask Me My Name» y «Daddy Issues»   |
| 2015      | Hannibal                             | Neal Frank                         | Episodio: «…And the Woman Clothed in Sun»      |
| 2019      | Unbreakable Kimmy Schmidt            | Eli ( Representante)               | Episodio: «Kimmy es rica» y «Kimmy se despide» |
| 2019      | NOS4A2                               | Charlie Manx                       | Protagonista                                   |
| 2020      | Little America                       | Profesor                           | 1 episodio                                     |
| 2021      | Invincible                           | Rudy Connors / Robot               | Voz                                            |
| 2022      | American Horror Story: New York City | Sam                                | 7 episodios                                    |
| 2022      | The Proud Family: Louder and Prouder | Barry Leibowitz-Jenkins (voz)      | 5 episodios                                    |
| 2023      | American Horror Story: Delicate      | Él mismo                           | Cameo                                          |
| 2024      | Brilliant Minds                      | Oliver Wolf                        | Protagonista                                   |

## Videojuegos
| Año  | Título       | Roles           | Notas           |
| ---- | ------------ | --------------- | --------------- |
| 2000 | Code Blue    | Monty Rodríguez |                 |
| 2006 | 24: The Game | Adam Kaufman    | Voz y semejanza |
| 2013 | Star Trek    | Spock           | Voz y semejanza |

## Premios y nominaciones
| Año  | Premio                                                                              | Trabajos nominados            | Resultados |
| ---- | ----------------------------------------------------------------------------------- | ----------------------------- | ---------- |
| 1994 | Gene Kelly Awards por mejor actor de reparto                                        | The Pirates of Penzance       | Ganador    |
| 1995 | Gene Kelly Award por mejor actor principal                                          | 1776                          | Nominado   |
| 2007 | TV Land Award por el premio «Future Classic»                                        | Héroes                        | Ganador    |
| 2007 | Teen Choice Award for Choice TV Villain                                             | Héroes                        | Nominado   |
| 2008 | por mejor villano de televisión                                                     | Héroes                        | Nominado   |
| 2009 | Teen Choice Award por mejor villano de televisión                                   | Héroes                        | Nominado   |
| 2009 | Teen Choice Award for Best Rumble (con Chris Pine)                                  | Star Trek                     | Nominado   |
| 2009 | Critics' Choice Award por mejor elenco                                              | Star Trek                     | Nominado   |
| 2009 | Boston Society of Film Critics Award por mejor elenco                               | Star Trek                     | Ganador    |
| 2009 | Washington D. C. Area Film Critics Association for Best Ensemble                    | Star Trek                     | Nominado   |
| 2010 | People's Choice Award por mejor actor favorito en películas                         | Star Trek                     | Nominado   |
| 2010 | SFX Award por mejor actor                                                           | Heroes, Star Trek             | Nominado   |
| 2011 | Drama Desk Award for Outstanding Featured Actor in a Play                           | Angels in America             | Nominado   |
| 2011 | Theatre World Award                                                                 | Angels in America             | Ganador    |
| 2011 | Tina Award por mejor actor                                                          | Angels in America             | Ganador    |
| 2011 | Tina Award for Best Ensemble                                                        | Angels in America             | Ganador    |
| 2011 | Tina Award for Best Stage Dúo (con Christian Borle)                                 | Angels in America             | Ganador    |
| 2011 | Gotham Award for Best Ensemble Performance                                          | Margin Call                   | Nominado   |
| 2011 | Phoenix Film Critics Society Award for Best Ensemble Acting                         | Margin Call                   | Nominado   |
| 2012 | Central Ohio Film Critics Association Award for Best Ensemble                       | Margin Call                   | Nominado   |
| 2012 | AACTA International Award por la mejor película (como productor)                    | Margin Call                   | Nominado   |
| 2012 | Independent Spirit Award for Best First Feature (como productor)                    | Margin Call                   | Ganador    |
| 2012 | Independent Spirit Awards                                                           | Margin Call                   | Ganador    |
| 2012 | Saturn Award por mejor rol protágonico en televisión                                | American Horror Story         | Ganador    |
| 2013 | Elliot Norton Award for Outstanding Ensemble                                        | The Glass Menagerie           | Ganador    |
| 2013 | Critics' Choice Television Award for Best Supporting Actor in a Miniseries or Movie | American Horror Story: Asylum | Ganador    |
| 2013 | Primetime Emmy Award for Outstanding Supporting Actor in a Miniseries or a Movie    | American Horror Story: Asylum | Nominado   |
| 2013 | PAAFTJ Television Award For Best Supporting Actor in a Miniseries or TV Movie       | American Horror Story: Asylum | Nominado   |
| 2013 | PAAFTJ Television Award For Best Cast in a Miniseries or TV Movie                   | American Horror Story: Asylum | Nominado   |